# The Last Shadow Puppets
The Last Shadow Puppets je supergrupa čiji su članovi Alex Turner (Arctic Monkeys), Miles Kane (The Rascals) te skladatelj i producent James Ford (Simian Mobile Disco, bivši Simian).

## Povijest

### Osnivanje
U kolovozu 2007. časopis NME je izvijestio da su pjevač grupe Arctic Monkeys, Alex Turner i pjevač tada novoosnovane The Rascals, Miles Kane, odlučili snimiti album s članom Simian Mobile Discoa, Jamesom Fordom. Turner i Kane sprijateljili su se kada je Kane s prethodnim bendom, The Little Flames bio pregrupa Arctic Monkeysima na njihovoj turneji po Velikoj Britaniji 2005. Kada The Little Flames ponovno sviraju kao predguopa Arctic monkesima na turneji 2007, Turner i Kane počinju skupa pisati pjesme za zajednički projekt. Njihova suradnja širi se i u stvaralaštvo Arctic Monkeysa kada Kane svira gitaru na " 505 ", završnoj pjesmi drugog albuma Arctic Monkeysa, "Favourite Worst Nightmare", kao i na B-strani skladbe "Fluorescent Adolescent", "The Bakery" i "Plastic Tramp". Kane je također gostovao i na nekoliko nastupa Arctic Monkeysa u 2007., uključujući i ljetni mini- festival u Lancashire County Cricket Clubu i nastupe na Glastonburyju 2007. i 2013.

### The Age of the Understatement
20. veljače 2008, dvojac otkriva da će biti poznat kao Last Shadow Puppets, a da će njihov album, pod nazivom The Age of the Understatement biti objavljen 21. travnja 2008. Album se odmah po izlasku nalazi na prvom mjestu britanske top ljestvice najboljih albuma. Dvojac je izjavio da je inspiraciju dobivao od Scotta Walkera i ranog Bowiea. Usto, tu su i utjecaji The Beatlesa i progresivnog rocka s kraja 60-ih i početka 70-ih godina.
Album je nominiran za Mercury Music Prize 2008., ali je izgubio od grupe Elbow s albumom The Seldom Seen Kid.